# Masatoshi Shima
Masatoshi Shima (jap. 嶋正利 Shima Masatoshi; ur. 22 sierpnia 1943 w Shizuoce) - inżynier japoński, jeden z twórców mikroprocesora Intel 4004.
Studiował chemię organiczną na Uniwersytecie Tohoku w Sendai. Nie mając perspektyw pracy w swojej dziedzinie, zatrudnił się w firmie Busicom, która produkowała kalkulatory dla biznesu, gdzie zainteresował się oprogramowaniem i projektowaniem obwodów. Gdy Busicom zdecydowała się wykorzystać układy scalone wielkiej skali integracji (LSI) w swoich produktach, zwrócił się o pomoc do amerykańskich firm Mostek i Intel. Shima podjął współpracę z Marcianem Hoffem i Federico Fagginem, co doprowadziło do powstania mikroprocesora Intel 4004.
W późniejszym czasie pracował w Intelu nad konstrukcją mikroprocesora Intel 8008. 
Po przejściu razem z Fagginem do Ziloga projektował procesory Zilog Z80 i Zilog Z8000.
W 1997 został laureatem Nagrody Kioto w dziedzinie zaawansowanych technologii, wspólnie z Marcianem Hoffem, Stanleyem Mazorem i Federico Fagginem.